# Chobokwane
Chobokwane è un villaggio del Botswana situato nel distretto di Ghanzi, sottodistretto di Ghanzi. Il villaggio, secondo il censimento del 2011, conta 771 abitanti.

## Località
Nel territorio del villaggio sono presenti le seguenti 26 località:
- Bogatsu,
- Chibamo di 9 abitanti,
- Chobokwane Vet Camp di 14 abitanti,
- Dikgatlhong/ Lekaleng di 31 abitanti,
- Dinakatsakgokong di 15 abitanti,
- G Serole,
- G12 di 36 abitanti,
- G13 di 6 abitanti,
- Gwana Centre,
- Gwana I,
- Gwana II di 98 abitanti,
- Gwana III,
- Gwana IV (Cutline),
- Legakabe,
- Lehuma di 8 abitanti,
- Maiteko,
- Makale(Metsibotlhoko) di 18 abitanti,
- Masaise di 17 abitanti,
- Matlhola di 7 abitanti,
- Molatlhelwa,
- New Katere,
- Okwa,
- Otjomungwidi di 9 abitanti,
- Phatshimo 1 di 42 abitanti,
- Serole G14 di 30 abitanti,
- Tsuwe di 15 abitanti